# Setge de Tarragona (1644)
El Setge de Tarragona de 1644 fou un dels episodis de la Guerra dels Segadors.

## Antecedents
Poc després de la revolta que va suposar el Corpus de Sang, l'exèrcit de Felip IV d'Espanya va ocupar Tortosa i Tarragona; el 17 de gener de 1641, davant l'alarmant penetració de l'exèrcit castellà, Pau Claris al capdavant de la Generalitat de Catalunya, proclamà la República Catalana acordant una aliança política i militar amb França, posant Catalunya sota l'obediència de Lluís XIII de França. Pocs dies després, amb l'ajuda de l'exèrcit francès, la Generalitat obtingué una important victòria militar en la batalla de Montjuïc del 26 de gener de 1641, i les tropes castellanes es retiraven a Tarragona, on foren assetjades per l'estol francès d'Henri d'Escoubleau de Sourdis i les tropes de terra de Philippe de La Mothe-Houdancourt fins que els espanyols van bastir un estol comandat per García Álvarez de Toledo y Mendoza que va aconseguir lliurar provisions a la ciutat i fer fugir l'estol francès al Rosselló.
Una columna castellana de 4.500 homes va sortir de Tarragona el 23 de març de 1642 per socórrer el Rosselló, que havia quedat aïllat al nord, però foren derrotades a mig camí i Cotlliure va caure el mes d'abril. El maig, els espanyols retiren els terços que estaven a Roses amb un estol de 78 naus, de manera que el Rosselló va caure completament en mans francocatalanes, i els objectius de Richelieu i Lluís XIII de França de controlar els comtats nordcatalans quedaven satisfets, i pertant es van donar per acabades les operacions principals. A més, el 4 de desembre de 1642, moriria Richelieu, i el 14 de maig de 1643, Lluís XIII, a qui va succeir el seu fill Lluís XIV, conegut com el rei sol, fins al 1652, començant una època de molta agitació a França que va permetre als espanyols recuperar progressivament territori al Principat.

## L'exèrcit francès
L'exèrcit francès que posà setge a Tarragona estava format per la infanteria de:
- Regiment de Champagne
- Regiment de Sainte Mesme
- Regiment de Vervins
- Regiment de Motte-Houdancourt
- Regiment de Tavannes
- Regiment de Cavisson
- Regiment de Ferron
- Regiment de Nerestan
- Regiment de Vaillac
- Regiment de la Marine
- Regiment de Saint Onge
- Regiment de Touins
- Regiment de Roquelaure
- Regiment de Saint Paul

i la cavalleria de:
- Regiment de Schomberg
- Regiment de La Motte
- Regiment de Boissac
- Regiment de Saint Simon
- Regiment de Terrail
- Regiment de Baltazar
- Regiment del Baró d'Alais (també escrit com a Aletz o Alés de pronunciació idèntica)
- Regiment de Merinville
- Regiment de Chasteaubriand
- Regiment Català de Josep d'Ardena

## L'exèrcit castellà
Aquest es componia de 
- Terç de Pablo de Parada
- Terç de Diego de Aguilera
- Terç del Comte Tirón (Mestre de Camp Olivero Gerardini)
- Terç de Clemente Soriano
- Terç de Pedro de Mande (való) amb les companyies alemanes agregades del capità Millane
- Cavalleria del Comissari General Diego de Correa
- 2 companyies catalanes de Tarragona
- 1 Companyia vinguda de Tortosa amb els bergantins

## Reforços francesos per a Catalunya
Després de la batalla de Lleida el 15 de maig, els francesos reaccionaren ràpidament. El Cardinal Mazarí enviava a Catalunya els regiments de l'exèrcit de Villeroy aleshores estacionats majoritàriament a Poitou. A saber els regiments de Nerestang, Vervins, Tavannes, Vaillac, Toulongeon (20 companyies, que s'estava reclutant a Bayona) i la cavalleria de les companyies de gendarmes écossais, gendarmes du Duc de Leguidières, gendarmes de Villeroy, régiment de cavalleria de Ferté-Seneterre i companyies de carabins del regiment d'Arnaud. En total en arribar a Catalunya 3.683 homes en els regiments, 2.812 reclutes d'altres regiments i 995 cavalls.
Aquest exèrcit entrava a Catalunya passant per la Vall d'Aran.
D'altra banda al Llenguadoc es reclutaven els regiments de Ferron i Cauvisson de 20 companyies cadascun. També es reclutava el regiment de Ruvigny de 20 companyies. El regiment de Champagne abandonava Perpinyà essent substituït pel de Noailles i s'embarcava a Cotlliure cap a Barcelona i arribava a la ciutat el 4 de juny. El dia 16 de juny arribaven a Catalunya les 17 companyies del regiment de La Marine. El mes d'agost havien arribat també 16 peces d'artilleria a Catalunya.
El 13 d'agost es donaren ordres per formar 35 companyies destinades a reforçar els regiments presents a Catalunya. Finalment a finals d'agost havien d'arribar per via marítima el regiment de Guyenne de 30 companyies i 14 companyies de Béarn.

## El setge
Amb l'ajut de tots aquests reforços vinguts de França (encara que diverses companyies del regiment de Vaillac es van dispersar pel camí) els francesos, malgrat la derrota pogueren reprendre la iniciativa i després d'intentar aixecar el setge de Lleida en va, La Mothe-Houdancourt es va dirigir cap a Tarragona per amenaçar la plaça i aconseguir així que l'exèrcit castellà deixés Lleida per anar en socors de Tarragona.
Caiguda Lleida en mans castellanes, Philippe de La Mothe-Houdancourt va atacar Tarragona amb tropes catalanes i franceses, que van escometre el moll entre el 23 i el 28 d'agost. El 24 d'agost havent-hi oberta bretxa a les trinxeres que protegien el port de Tarragona, els francesos llençaren un assalt combinat per mar i per terra. L'armada marítima comandada pel Cavaller Garnier, preparà l'assalt amb 4 companyies provinents dels vaixells i de les galeres, amb 600 homes, 23 sergents, 4 tinents, 4 insígnies i els cavallers de l'Eschasserie i de la Ferté en 6 barques llargues i 12 xalupes. Aquest assalt marítim reeixí i només tinguen 30 baixes, el terrestre fou molt més sagnant. L'endemà les tropes marítimes deixaren les seves posicions al regiment de La Trousse. Tot i que el moll va ser finalment conquerit pels francesos i catalans, la mortaldat fou tan elevada que La Mothe-Houdancourt es veié obligat a aixecar el setge: el seu futur com a Virrei de Catalunya restà segellat.

## Conseqüències
La caiguda de Lleida va provocar la substitució de Philippe de La Mothe-Houdancourt per Henri Harcourt de Lorena després del seu fracàs en intentar recuperar Tarragona, i la captura castellana de Balaguer el setembre i Agramunt l'octubre. Tret de la conquesta de Roses, la frontera quedaria estabilitzada durant molt temps, fins a les campanyes espanyoles que van culminar amb el Setge de Barcelona.